# Macrocarpaea claireae
Macrocarpaea claireae är en gentianaväxtart som beskrevs av Jason Randall Grant. Macrocarpaea claireae ingår i släktet Macrocarpaea och familjen gentianaväxter. Inga underarter finns listade i Catalogue of Life.